# Forever Will Be Gone
Forever Will Be Gone — третий альбом норвежской готик-метал группы Mortal Love, изданный в 2006 году. Заключительный альбом концептуальной трилогии, повествующей о несчастной любви. Обложку альбома оформила Катя Пиолка, известная по работам с обложками Leaves Eyes, Atrocity, Elis и других музыкантов.

## Список композиций
| №   | Название                       | Длительность |
| --- | ------------------------------ | ------------ |
| 1.  | «I Make the Mistake»           | 4:21         |
| 2.  | «Of Keeping the Fire Down»     | 4:03         |
| 3.  | «While Everything Dies»        | 3:36         |
| 4.  | «My Shadow Self»               | 3:48         |
| 5.  | «In the End Decides»           | 2:56         |
| 6.  | «To Choke You Now»             | 4:03         |
| 7.  | «So I Betray the Mission»      | 3:29         |
| 8.  | «Still It Has Only Just Begun» | 4:50         |
| 9.  | «As We Can Not Be One»         | 1:31         |
| 10. | «Forever Will Be Gone»         | 7:21         |